# Kakeru Funaki
Kakeru Funaki (舩木 翔, Funaki Kakeru, Nara, 13 april 1998) is een Japans voetballer die als verdediger speelt bij Cerezo Osaka.

## Clubcarrière
Funaki begon zijn carrière in 2017 bij Cerezo Osaka.

## Interlandcarrière
Funaki speelde met het nationale elftal voor spelers onder de 20 jaar op het WK –20 van 2017 in Zuid-Korea.